# جورج إي. كولينز
جورج إي. كولينز (بالإنجليزية: George E. Collins)‏ هو رياضياتي وعالم حاسوب أمريكي، ولد في 10 يناير 1928 في آيوا في الولايات المتحدة، وتوفي في 21 نوفمبر 2017 في ماديسون في الولايات المتحدة.